# Okaku (Wahlkreis)
Okaku ist ein Wahlkreis in der Region Oshana im Norden Namibias. Verwaltungssitz ist die gleichnamige Ansiedlung Okaku. Der Wahlkreis hat (Stand 2023) 21.900 Einwohner, die auf einer Fläche von 224 Quadratkilometer leben.

## Wahlen
| Wahl | Name                 | Partei | Stimmenanteil |
| ---- | -------------------- | ------ | ------------- |
| 1992 |                      |        |               |
| 1998 | Henock Ya Kasita     | SWAPO  | 98,6 %        |
| 2004 | Henock Ya Kasita     | SWAPO  | 97,6 %        |
| 2010 | Jpseh Endjala        | SWAPO  | 96,1 %        |
| 2015 | Gerson Kapenda       | SWAPO  | o. W. 1       |
| 2020 | Fillipus Taukondjele | SWAPO  | 71,6 %        |